# آدم‌ربایی زامفارا

زامفارا نیجریه

در ۲۶ فوریه ۲۰۲۱، ۲۷۹ دانش آموز دختر بین ۱۲ تا ۱۷ سال در یک حمله توسط راهزنان مسلح از مدرسه متوسطه علوم دخترانه دولت، یک مدرسه شبانه‌روزی در جانگبه واقع در ایالت زامفارا، نیجریه ربوده شدند. دانش‌آموزان در ۲ مارس آزاد شدند.
آدم‌ربایی زامفارا دومین آدم‌ربایی مدرسه نیجریه در سال ۲۰۲۱ بود، که نه روز پس از آدم‌ربایی کاگارا رخ داد، در آن بیش از ۴۰ نفر در حمله به یک مدرسه دولتی در ایالت نیجر ربوده شدند، و کمتر از سه ماه سومین آدم‌ربایی بود.